# Strupčice
Strupčice är en ort i Tjeckien.   Den ligger i regionen Ústí nad Labem, i den nordvästra delen av landet, 80 km nordväst om huvudstaden Prag. Strupčice ligger 256 meter över havet och antalet invånare är 639.
Terrängen runt Strupčice är platt åt sydost, men åt nordväst är den kuperad.Runt Strupčice är det ganska glesbefolkat, med 25 invånare per kvadratkilometer. Närmaste större samhälle är Most, 8,3 km öster om Strupčice. Trakten runt Strupčice består till största delen av jordbruksmark.